# Antheraea fentoni
Antheraea fentoni är en fjärilsart som beskrevs av Butler 1881. Antheraea fentoni ingår i släktet Antheraea och familjen påfågelsspinnare. Inga underarter finns listade i Catalogue of Life.